# Bøtø-sagen
Bøtø-sagen er en uopklaret sag om en voldtægt og et drabsforsøg på en dengang 11-årig pige ved Bøtø på Falster, der fandt sted den 4. august 1999. På grund af sagens karakter fik den meget opmærksomhed i pressen. Rejseholdet assisterede det lokale politi. På trods af næsten 4.000 afhøringer på baggrund af mange forskellige slags henvendelser, en DNA-profil og en fantomtegning af gerningsmanden, blev gerningsmanden aldrig pågrebet. Den 18. december 2024 blev en 56-årig mand fra Falster anholdt og fængslet ved grundlovsforhør. Anholdelsen skete på baggrund af slægtskabssøgning foretaget af Retsgenetisk Afdeling på Retsmedicinsk Institut. Den 6. juni 2025 oplyste Sydsjællands og Lolland-Falsters Politi, at den nu 57-årige mand er blevet tiltalt i sagen.
I 2002 blev sagen omtalt i DR's kriminalmagasin Krimizonen, mens kvinden i 2015 stod frem og fortalte om sagen i TV 2-programmet Station 2.

## Baggrund

### Forløb og efterforskning
Den 4. august 1999 var den 11-årige pige sammen med sin mor og lillebror på stranden ved Bøtø på Falster. På et tidspunkt legede pigen rundt for sig selv, da en gerningsmand pludselig trådte frem og bortførte hende ind i et skovområde. Her tvang han tøjet af den 11-årige pige, før han voldtog hende. Efterfølgende forsøgte han at slå hende ihjel ved at snøre noget om hendes hals, tage fat om hendes nakke og klemme hårdt om hendes strube. Hun endte med at miste bevidstheden, hvorefter manden flygtede. Pigen overlevede overfaldet og kontaktede sin mor, der slog alarm til politiet.
Efter overgrebet blev pigen bragt til sygehuset i Nykøbing og efterfølgende også til Centralsygehuset i Næstved, hvor en overlæge og specialist i undersøgelse af sex-ofre, undersøgte hende. Undersøgelsen bekræftede, at hun havde været udsat for en seksualforbrydelse samt et livsfarligt kvælergreb om halsen. Senere blev hun også undersøgt under narkose, forklarede daværende kriminalchef ved lokalpolitiet i Nykøbing F. Bent Jørgensen dengang. Politiet iværksatte en større eftersøgning i området og i hele Danmark. Der blev også udarbejdet en fantomtegning af den mand, som pigen beskrev som gerningsmanden. Selv om fantombilledet blev delt i hele Danmark, førte det ikke til nogen anholdelse. Politiets tegnere dengang lavede en fantomtegning på baggrund af pigens udsagn samt beretninger fra en tysk turist, der kom cyklende forbi og så gerningsmanden. Dengang blev han beskrevet som værende dansker på cirka 40-45 år og cirka 170 centimeter høj. Han var tynd med bleg overkrop og lyst, kort, glat hår med høje tindinger. Desuden havde han skægstubbe den eftermiddag, hvor voldtægten og drabsforsøget skete. Politiet afhørte 4000 personer i sagen, hvor man også lavede over 200 DNA-prøver.
Private anonyme udlovede under efterforskningen 25.000 kr. for oplysninger, der kunne fælde gerningsmanden. To år efter forbrydelsen, i august 2001, arbejdede to kriminalbetjente stadig på sagen.

### Anholdelse og grundlovsforhør
Den 18. december 2024 klokken 10.05 anholdt Sydsjællands og Lolland-Falsters Politi en 56-årig mand og sigtede ham for voldtægten og drabsforsøget på den 11-årige pige. Under anholdelsen foretog politiet en DNA-prøve i form af mundskrab, og sendte det til Retsgenetisk Afdeling, der har analyseret prøven. Her var der match på den 56-årige mand og et spor fra 1999. Den formodede gerningsmand er fra Falster. Manden blev fremstillet i grundlovsforhør den 19. december 2024 klokken 09.30 ved Retten i Nykøbing Falster, hvor han blev varetægtsfængslet frem til 13. januar 2025. Manden er blevet beskyttet af et navneforbud, ligesom dørene blev lukket under grundlovsforhøret. Efter grundlovsforhøret forklarede specialanklager Susanne Bluhm fra Sydsjællands og Lolland-Falsters Politi, at det var den såkaldte slægtskabssøgning, der ledte til anholdelsen i sagen. Hun udtalte også, at det DNA-match, politiet havde fundet i registret, stammede fra en nær slægtning til den sigtede.

### Tiltale og retssag
Den 6. juni 2025 blev manden tiltalt i sagen. Sagen forventes at blive behandlet som en nævningesag ved Retten i Nykøbing Falster. Hovedforhandlingen er endnu ikke berammet.